# Podzemní voda

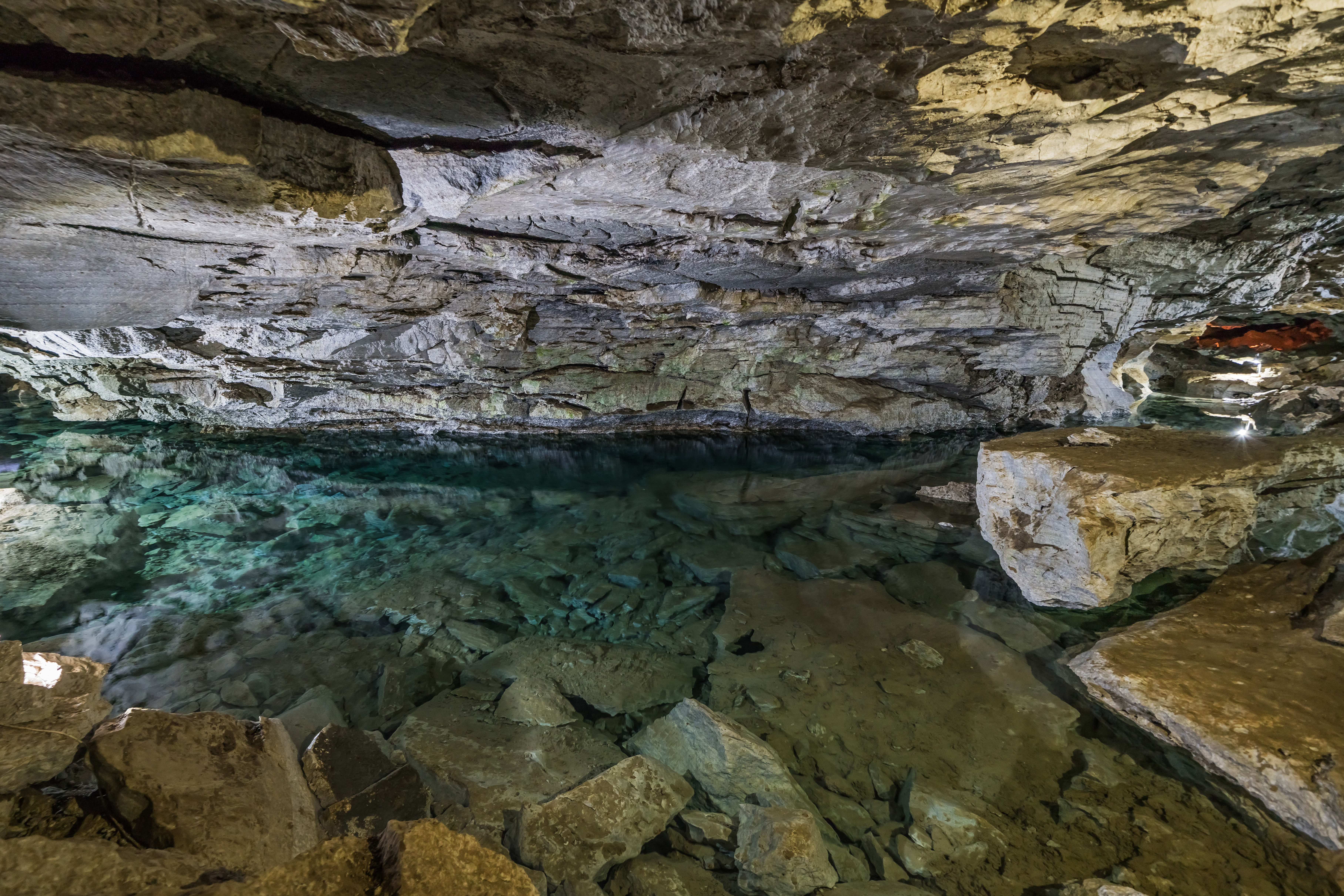
Krasová jezírka jsou jednou z forem podzemní vody

Podzemní voda je voda, která se nachází pod zemským povrchem, zejména v pórech mezi částicemi půdy a v místech, kde je narušena kontinuita hornin. Podzemní voda je i voda ve studních, ve vrtech či voda vyvěrající z pramenů. Z pohledu geologického, resp. hydrogeologického jde o vodu pod zemským povrchem, v nasycené zóně, kde vyplňuje všechny dutiny a je ohraničena svým horizontem. Ostatní vody pod povrchem, které této definici neodpovídají, jsou vody podpovrchové. Patří do nich půdní vlhkost, vody v nenasycené zóně, vody v jiném skupenství i kapilární voda. Výzkumem podzemní vody se zabývá hydrogeologie. Podzemní voda tvoří okolo 20 % dostupných světových zásob sladké vody a využívá se často jako zdroj pitné i užitkové vody.
Podzemní voda je nejspolehlivějším zdrojem vody, proces jejího doplňování je však zdlouhavý a závislý na počtu a intenzitě srážek. Proto existuje hrozba, že zásoby podzemní vody budou v některých oblastech dosud zvyklých na určitý stav podzemní vody s pokračující změnou globálního klimatu ubývat, protože se nebude stačit doplňovat. Problémem je značné čerpání podzemní vody člověkem. K úbytku dochází především v Asii a Severní Americe, a to v takové míře, že se tím mění hladina moře a osa rotace Země. V Evropě či Amazonii podzemní voda přibývá. Problémem je ale intenzivní zemědělství.
Pokud obsah rozpuštěných minerálních látek nebo plynů překročí stanovenou hranici, označuje se tato voda jako minerální voda; opakem je „prostá podzemní voda“.

## Formy
Voda pod zemským povrchem může být přítomna ve třech hlavních formách:
- Absorpční – voda, kterou pomocí slabých vazebných interakcí absorbují jednotlivé částice (zrna) horniny. Vyskytuje se v horninách jen při velmi nízké vlhkosti.
  - Hygroskopická – voda, která vzniká v hornině při pohlcování vodních par. Je druhem absorpční vody.
- Kapilární – voda, jejíž pohyb určují převážně kapilární jevy. Nachází se v kapilárním pásmu nad hladinou podzemní vody.
- Gravitační – voda, jejíž pohyb určují hlavně účinky gravitační síly. Pokud se jednotlivé kapky vody spojují a tvoří dlouhodobé nebo trvalé těleso, nazývá se toto těleso zvodeň.

Oblast s absorpční a kapilární vodou se označuje jako provzdušnělé pásmo. Oblast s gravitační vodou, ležící obvykle pod ním, se nazývá zvodnělé pásmo.

## Původ
Podzemní voda se může do podzemí dostávat z povrchu nebo naopak vyvěrat z nitra Země. Byla nalezena i voda stará dvě miliardy let.
- Většina vody pod zemským povrchem pochází ze vsaku povrchové vody, ta se nazývá vadózní podzemní voda. Část této vody může být po dlouhá geologická období uzavřena mezi nepropustnými vrstvami – tuto podzemní vodu pak označujeme jako fosilní.
- Pokud vystupuje z nitra Země, jedná se o juvenilní podzemní vodu. Ta může vyvěrat například ve vulkanických oblastech a v tektonických zlomech. Voda, která zůstane v sedimentu, který se do ní ukládal, se nazývá konátní. Organického původu je tzv. naftová voda.

## Znečištění
Pokud je podzemní voda znečištěna PFAS, tak vyčištění může trvat desítky let. Může také obsahovat mikroplasty.

## Pozor na záměnu
V češtině bývá pro podzemní vodu mylně používán pojem spodní voda, který je však technickým termínem souvisejícím například s typy vodních kol. Voda ve vrtech, ve studních či voda zásobující prameny je výhradně voda podzemní, nikoli spodní.